# Élections constituantes de 1945 dans la Haute-Garonne
Les élections constituantes françaises de 1945 se déroulent le 21 octobre.

## Mode de scrutin
Les députés sont élus selon le système de représentation proportionnelle suivant la règle de la plus forte moyenne dans le département, sans panachage ni vote préférentiel.
Il y a 586 sièges à pourvoir.
Dans le département de Haute-Garonne, cinq députés sont à élire.

## Élus
Les cinq députés élus sont : 
| Identité        | Parti | Parti |
| --------------- | ----- | ----- |
| Vincent Auriol  |       | SFIO  |
| Gilbert Zaksas  |       | SFIO  |
| Jacques Grésa   |       | PCF   |
| Marcelle Rumeau |       | PCF   |
| Pierre Dumas    |       | MRP   |

## Résultats

### Résultats à l'échelle du département
| Parti          | Parti                                             | Tête de liste   | Résultats | Résultats | Sièges |
| Parti          | Parti                                             | Tête de liste   | Voix      | %         | Sièges |
| -------------- | ------------------------------------------------- | --------------- | --------- | --------- | ------ |
|                | Section française de l'Internationale ouvrière    | Vincent Auriol  | 80 338    | 34,97     | 2      |
|                | Parti communiste français                         | Jacques Grésa   | 59 335    | 25,83     | 2      |
|                | Mouvement républicain populaire                   | Pierre Dumas    | 47 191    | 20,54     | 1      |
|                | Parti républicain, radical et radical-socialiste  | Hippolyte Ducos | 17 308    | 7,53      | -      |
|                | Union démocratique et socialiste de la Résistance | André Hauriou   | 16 753    | 7,29      | -      |
|                | Parti républicain de la liberté                   | Philippe Monin  | 8 794     | 3,83      | -      |
|                |                                                   |                 |           |           |        |
| Inscrits       | Inscrits                                          | Inscrits        | 311 672   | 100,00    | 5      |
| Votants        | Votants                                           | Votants         | 236 649   | 75,93     |        |
| Blancs et nuls | Blancs et nuls                                    | Blancs et nuls  | 6 930     | 2,93      |        |
| Exprimés       | Exprimés                                          | Exprimés        | 229 719   | 97,07     |        |